# Tshala Muana
Élisabeth Tshala Muana Muidikayi, née le 13 mai 1958 à Élisabethville (aujourd'hui Lubumbashi) au Congo belge et morte le 10 décembre 2022 à Kinshasa (RDC), est une chanteuse, danseuse, productrice, actrice et femme politique congolaise, originaire de Bakwa-Kasanzu, au Kasaï Occidental.
Elle est célèbre pour avoir modernisé et donné ses lettres de noblesse au folklore du peuple Luba, le Mutuashi, dont l'origine remonte probablement au Moyen Âge. Surnommée « Reine du Mutuashi », Tshala Muana est aussi appelée par les congolais « Mamu nationale » (mère de la Nation).

## Famille
Tshala Muana, deuxième d’une fratrie de dix enfants, est la fille d’Amadeus Muidikayi, militaire, et d’Alphonsine Bambiwa Tumba, mère au foyer.
En 1964, à peine âgée de 6 ans, elle perd son père, assassiné à Watsha par les maquisards mulelistes pendant la Rébellion Simba. Elle est élevée par sa mère, qui décède en 2005.
S’étant toujours montrée discrète sur sa vie privée, la rumeur lui a prêté plusieurs relations, notamment avec l’ancien président Laurent-Désiré Kabila . Depuis le début des années 2000, elle était mariée à Claude Mashala, un homme d'affaires et politique de la RDC .

## Carrière politique
C'est de retour au pays en 1997, après une vingtaine d'années passées à Paris que Tshala Muana s'engage en politique sous l'épaulage de Laurent-Désiré Kabila. Elle fonde l'association REFECO (Regroupement des femmes congolaises).
De 2000 à 2002, elle siège comme députée au sein de l’ACLPT (Assemblée constituante et législative du Parlement de transition).
Elle devient ensuite présidente de la Ligue des femmes du PPRD (Parti du peuple pour la reconstruction et la démocratie), parti politique créé  en 2002 par le président Joseph Kabila.
En 2011, elle est battue aux législatives dans la circonscription de Kananga, la ville de son enfance ; l'élection fut, selon elle, truquée[réf. nécessaire].
Depuis son engagement politique, Tshala Muana est une chanteuse à succès de chants politiques et patriotiques.
Son soutien au président Joseph Kabila lui vaut l'inimitié des opposants à ce dernier. En raison du boycott politique de ses concerts[réf. nécessaire], sa dernière production scénique à Paris date de 2010.

## Carrière musicale
À partir des années 2000, Tshala Muana assure elle-même la production de sa musique et, à partir de 2008, celle de jeunes talents, notamment MJ30, Jos Diena, Lula Tshanda et Boss Bossombo.
Sa dernière collaboration musicale était avec Peter Komondua dans la chanson afrotopia.

## Mort
Tshala Muana meurt à Kinshasa le 10 décembre 2022. Durant toute sa carrière musicale, elle a valablement défendu le rythme mutuashi de la langue tshiluba, au point qu'elle sera surnommée La Reine du mutuashi.

## Discographie
- 1984 : Mbanda matière
- 1985 : Kami, Nasi nabali et M'Pokolo
- 1987 : La Divine et Antidote
- 1988 : Munanga et Biduaya
- 1989 : The best of Tshala Muana
- 1992 : Yombo
- 1993 : Elako
- 1994 : Ntambue
- 1996 : Mutuashi
- 1997 : Katsha Waya
- 1999 : Pika Pendé
- 2002 : Dinanga
- 2003 : Malu
- 2004 : Tshanza
- 2006 : Mamu Nationale (2 vol.)
- 2007 : Tshikuna Fou
- 2008 : Enkor et Toujours
- 2009 : Sikila
- 2013 : Vundula
- 2015 : Lunzenze
- 2016 : Cour des grands
- 2018 : Don de Dieu (feat. Mbilia Bel)

## Filmographie
- 1989 : Falato de Mahamadou Cissé